# Праймер (косметика)

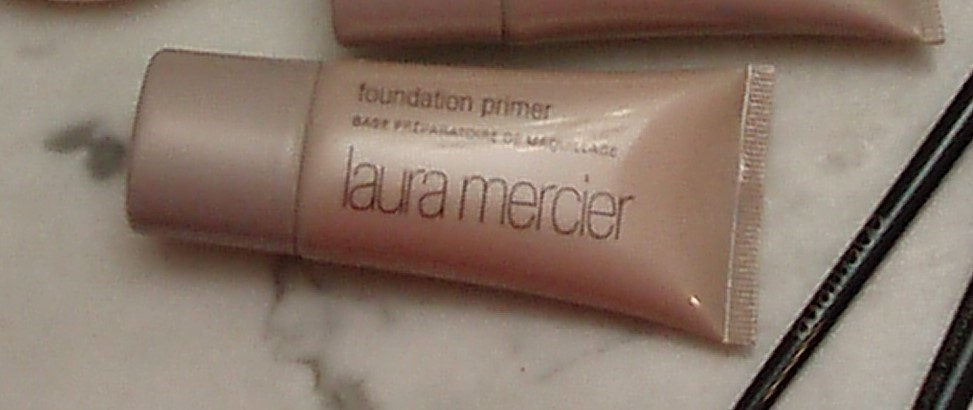
Праймер

Праймер — специальная основа (база), позволяющая выровнять неровности кожи и обеспечить стойкость макияжа. Праймеры различаются по составу и чаще всего выпускаются в виде гелей, но также встречаются стики, бальзамы, кремы и спреи.
Выпускаются базы для лица, губ, ресниц и век:
- Праймеры для лица позволяют значительно улучшить ежедневный макияж, обеспечить его стойкость и сделать текстуру кожи более гладкой.
- Праймеры для губ не дают коже сохнуть под помадой, а также разглаживают кожу, чтобы нестойкая помада не растекалась, а сухая просто наносилась[1].
- Праймеры для ресниц позволяют туши равномернее и легче оседать. Также они утолщают и слегка окрашивают волоски[1].
- Праймеры для век позволяют тени лучше ложиться и держаться[1].

Помимо бесцветных баз с разным назначением (от матирующего до увлажняющего), существуют цветные праймеры, которые предназначены для исправления цветовых дефектов на лице:
- Зелёный оттенок помогает исправить красноту (например, красный нос или прыщ).
- Жёлтый оттенок корректирует тёмные круги под глазами.
- Лёгкий голубой оттенок корректирует серость кожного пигмента.